# Negreaella
Genre
Negreaella est un genre d'opilions laniatores de la famille des Biantidae.

## Distribution
Les espèces de ce genre sont endémiques de Cuba.

## Liste des espèces
Selon World Catalogue of Opiliones (11/10/2021) :
- Negreaella fundorai Avram, 1977
- Negreaella palenquensis Avram, 1977
- Negreaella rioindiocubanicola Avram, 1977
- Negreaella vinai Avram, 1977
- Negreaella yumuriensis Avram, 1977

## Publication originale
- Avram, 1977 : « Recherches sur les Opilionides de Cuba. III. Genres et espèces nouveaux de Caribbiantinae (Biantidae, Gonyleptomorphi). » Résultats des expéditions biospéologiques cubano-roumaines à Cuba, vol. 2, p. 123–136.